# Artoriopsis anacardium
Artoriopsis anacardium là một loài nhện trong họ Lycosidae.
Loài này thuộc chi Artoriopsis. Artoriopsis anacardium được Volker W. Framenau miêu tả năm 2007.